# ゴジラマガジン
『ゴジラマガジン』は勁文社から発行されていた特撮映画の専門雑誌、又は書籍。1992年の『ゴジラvsモスラ』特集号から『ゴジラ・モスラ・キングギドラ 大怪獣総攻撃』公開時（2001年）のVOL8（復刊号）まで、特別篇を含めて全9号が発行されている。

## 概要
「ケイブンシャの大百科別冊」という枠組みで、『ゴジラvsモスラ』特集号以降、1995年のVOL7（休刊号）まで各年のゴジラ映画の公開に合わせて発行された。『ゴジラvsメカゴジラ』（1993年12月公開）から『ゴジラvsデストロイア』（1995年12月公開）までは夏（次回作のクランクイン速報）と冬（公開直前の新作特集）の年2回発行されていた。当時のゴジラシリーズが一旦終了した後も、『GODZILLA』日本公開時（1998年）に特別篇、『ゴジラ・モスラ・キングギドラ 大怪獣総攻撃』公開時（2001年）にVOL8（復刊号）を発行した。VOL8は、2001年7月中旬に「ゴジラマガジン復活署名」がインターネット掲示板で始まり、300近い声援が集まった同年9月末に復刊が実現したもの。ハリウッド映画であったGODZILLA特集号を除いて、本文は全て縦書き形式である。
「ゴジラマガジン」という誌名ではあるが、ゴジラシリーズの特撮映画に関連した記事に限らず、実際にはゴジラ以外の東宝特撮映画も読者投票によってランキングしたり、また『ヤマトタケル』（1994年）や徳間グループの大映が製作した『ガメラ 大怪獣空中決戦』（1995年）の特集を組んだりと、基本的にゴジラに限らず「特撮映画」「怪獣映画」を取り上げる姿勢を示していた。
VOL2以降は「陸海空を揺るがす世紀の特撮怪獣雑誌」という文句が表紙に掲げられている。

## 内容

### 特集とアンケート企画
- ゴジラvsモスラ特集号（1992年12月14日発行[注釈 2]）
  - 「ゴジラvsモスラ」総力特集
  - 創刊記念アンケート企画 ゴジラシリーズオールタイムランキング
- VOL2（1993年6月2日発行）
  - 「ゴジラvsメカゴジラ」製作開始!!
  - 読者アンケート企画 東宝人気怪獣ランキング
- VOL3（1993年12月13日発行）
  - 特集「ゴジラvsメカゴジラ」
  - 読者アンケート企画 人気キャラクター＆俳優ランキング
- VOL4（1994年8月8日発行）
  - 「ゴジラvsスペースゴジラ」製作開始!!
  - 読者アンケート企画 東宝特撮SF映画ランキング
- VOL5（1994年12月30日発行）
  - ゴジラvsスペースゴジラ徹底紹介
  - 読者アンケート企画 私の好きな特撮映画音楽
- VOL6（1995年8月29日発行）
  - 「ゴジラvsデストロイア」クランクイン
  - 読者アンケート企画 東宝特撮SF映画ランキング
- VOL7（1996年1月12日発行）
  - ゴジラvsデストロイア徹底紹介
  - 読者アンケート企画 東宝特撮メカ・ランキング
- 特別篇（1998年10月8日発行）
  - 特集／アメリカ版「GODZILLA」の全て
- VOL8（2002年2月19日発行）
  - 特集／ゴジラ モスラ キングギドラ 大怪獣総攻撃

### 怪獣対策本部
読者からの便りをもとに、以下の登場人物が怪獣対策を練る（練るだけ）という形をとった読者参加企画。VOL3からは怪獣対策本部物語と銘打ったコミックも追加された。イラスト・コミックは須藤真澄。
- 小松田総司令 - 怪獣対策本部の立案者。軍人風の服装に右目の眼帯をしている。駄洒落好きのボケ役。三枝未希[注釈 3]とクマ人形をこよなく愛している。
- ももこちゃん - ゴジラに踏みつぶされた父の意志を継いだ怪獣カメラマン。対策本部の紅一点である18歳（VOL3時点）で、ツッコミ役ならぬどつき役。
- 河西記者 - 対策本部の司会役である記者。情報収集と分析が得意。「ペンの先とツッコミは鋭いに限る」が信条。
- 野々村博士 - 怪獣の知識が豊富な博士。実験好きが高じて、VOL3で登場した川に落ちたネコを引き取って「ちょっと巨大化」させた。孫娘がいる。
- ネコンタ - 対ゴジラ戦用に育てられた生物兵器（ペット兼備品）。ペットキャリーから出すと巨大化するが、煮干しを与えると元に戻る[注釈 4]。なお、当初は「ねこ一号（仮名）」だったが、読者募集により命名された。画の須藤の飼い猫ゆずと同じ姿である。

### ガバラマガジン
VOL4以降、ゴジラマガジンを模したセルフパロディ・ガバラマガジンがシリーズで掲載されている。
- VOL4 - ガバラマガジン 創刊廃刊合併号「ゴジラファンの神経を逆なでする世紀の特撮怪獣雑誌」
- VOL6 - ガバラマガジン 創刊1000号記念特大号「陸海空を揺るがす世界の特撮怪獣雑誌」
- VOL7 - ヘドラマガジン VOL55（100万冊ゴーゴー号）ガバラマガジン緊急臨時増刊「陸海空にたれ流す世紀の公害怪獣雑誌」
- VOL8 - ガバラゴンマガジン（近刊広告）ガバラマガジン増刊号「陸だけ揺るがす地底の特撮怪獣雑誌」
- VOL8 - ゲゾラマガジン（近刊広告）メガロマガジン[注釈 6]増刊号「脳髄を揺るがす驚異の特撮イカ雑誌」